# Търговия на едро с нехранителни потребителски стоки
Търговията на едро с нехранителни потребителски стоки е отрасъл на икономиката в Статистическата класификация на икономическите дейности за Европейската общност, подразделение на търговията на едро, без търговията с автомобили и мотоциклети.
Той включва препродажбата на други предприятия на нехранителни потребителски стоки – текстил, облекло, битова техника, козметика, лекарства, обзавеждане и други.